# 無名 (田納西州)
無名是一個位於美國田納西州傑克遜縣的县府直辖地区。此地区因為其奇特的名稱而聞名全州。

## 名稱
這個社區不尋常的名字吸引了不少作家的注意。至今，人們仍然為名稱的來源爭論不休。其中一個關於名稱來源的說法指出，社區成立之初時，其居民申請建立一間郵局，但卻忘記在申請表格上填上地名。因此，美國郵政局部便在申請表格上的名稱一欄中蓋上「無名」蓋章，並最終導致居民誤以為社區名為「無名」。
威廉·劉易斯·特羅格登（William Least Heat-Moon）則在《藍色公路：進入美國之旅》（Blue Highways: A Journey Into America），一本於1982年出版的書中提出了名稱來源的另一種說法。此說法指出當時有一位移民者說：「這是我首次遇到一個無名的地方，所以我們要讓它保持原狀」，因此移民者們都贊同把此地命名為「無名」。
另外，《傑克遜縣哨兵報》（Jackson County Sentinel）亦於1933年提出了另外一個說法。此說法指出社區成立之初有一位當地官員提議將此地的郵局命名為「摩根」（Morgan），以紀念該縣的總檢察長喬治·摩根。但是，郵政局部卻駁回該提議，全因「摩根」一名很容易讓人聯想起美利堅聯盟國軍隊將領約翰·亨特·摩根。之後，該名官員致函郵政局部，並在信中指出若郵政局部拒絕把郵局命名為「摩根」，他便會把郵局命名為「無名」。最後，該名官員真的把郵局命名為「無名」。

## 歷史
無名的郵局於1866年成立，並一直營運至1909年。在其鼎盛時期，無名總共擁有約250個居民。除了郵局外，無名還擁有一間小學，以及一些商店。僅由兩間房間組成的小學一直營運至20世紀60年代。在這間小學裡，一間房間提供四年級或以下程度的教育，而另一間房間則提供由五年級到八年級的教育。無名亦曾經擁有一間名為「J.T.瓦特」的通用商品店，而此商品店現已成為一間博物館。

## 流行文化
無名在艾維斯·卡斯提洛的歌曲《My Dark Life》（收錄於專輯《極度甜蜜》中）中被提及。在歌曲中，無名與其他兩個名字奇特的地方均被提及，而這兩個地方分別為得克薩斯州的醜市（Ugly, Texas）和密蘇里州的奇特城（Peculiar, Missouri）。